# Brevet technique des métiers
Le brevet technique des métiers (BTM) est une certification de l'enseignement professionnel français, créée et délivrée par la chambre de métiers et de l'artisanat. Il donne une qualification d'ouvrier ou d'employé qualifié de niveau 4 dans un métier déterminé.

## Liste des brevets technique des métiers
Il existe 14 mentions différentes pour le BTM. En fin de formation, un examen vient valider les compétences acquises durant la formation. Il s'appuie sur une série d'épreuves théoriques et pratiques portant sur l'acquisition des connaissances.
- BTM Cordonnier
- BTM Chocolatier confiseur
- BTM Ébéniste
- BTM Fleuriste
- BTM Glacier fabricant
- BTM Maréchal ferrant
- BTM Mécanicien de matériels agricoles
- BTM Pâtissier confiseur glacier traiteur
- BTM Installateur sanitaire
- BTM Installateur en équipements électriques
- BTM Peintre en bâtiment
- BTM Photographe
- BTM Prothésiste dentaire
- BTM Tapissier décorateur option couture
- BTM Tapissier décorateur option garniture
- BTM Technicien en systèmes climatiques

| Niv 4 Bac +0 17 |                                   | Baccalauréat général Arts, SES, SVT, HGGSP, Humanités, LCA, LLCE, Maths, PC, NSI, SVT, SITerminale générale |                                   | Baccalauréat technologique STAV, ST2S, STD2A, STMG, S2TMD, STI2D, STHR, STLTerminale technologique |                     | Baccalauréat professionnel Alimentaire, Vente, Beauté, Bâtiment, Santé, Design, Véhicules, NumériqueTerminale professionnelle | BMA                                   | BP                                    | MC5 MC4 MC3                           | BM                                    | BTM |
| Niv 3 16        | Première générale                 | Première technologique                                                                                      | Première professionnelle          | CAP 2e année                                                                                       | CAP 2e année        | CAP 2e année | CAP 2e année                          | CAP 2e année                          |                                       |                                       |     |
| 15              | Seconde générale et technologique | Seconde générale et technologique                                                                           | Seconde générale et technologique | Seconde professionnelle                                                                            | CAP 1re année       | CAP 1re année | CAP 1re année                         | CAP 1re année                         | CAP 1re année                         |                                       |     |
| RNCP Âge        | Lycée général                     | | Lycée technologique               | | Lycée professionnel | Centre de formation d'apprentis (CFA)                                                                                         | Centre de formation d'apprentis (CFA) | Centre de formation d'apprentis (CFA) | Centre de formation d'apprentis (CFA) | Centre de formation d'apprentis (CFA) |     |